# Omy Alka
Omar Alcántara (8 de noviembre del 1984, Santo Domingo, República Dominicana), conocido artísticamente como Omy Alka, es un cantante y compositor de música urbana cristiana. Sus inicios están relacionados al artista Alexander Vidal (Yariel), fungiendo como dueto desde 2011 y lanzando tres álbumes como Yariel & Omy. Ha colaborado con Manny Montes, Alex Zurdo, Goyo, Dr. P e Indiomar, entre otros.
Actualmente, es jurado evaluador en Premios Águila para las categorías referentes a material audiovisual, y es productor y director de vídeos musicales bajo la productora Alka Films.

## Carrera musical

### Inicios
Omar Alcántara, hijo de José Alcántara y María Paulino García, fue criado desde pequeño con principios cristianos y fue en la iglesia donde nace el amor por la música. A los 13 años, comenzó clases de percusión (batería), y luego a sus 16 años, de guitarra acústica, lo que lo ayudó a componer sus primeras canciones.

### Yariel & Omy (2011-2014)
Con el puertorriqueño Alexander Vidal (Yariel), comenzaron a trabajar como dueto de música cristiana urbana, y lanzando tres álbumes: Nuestro Llamado (2011) con la participación de Alex Zurdo, Dr. P, Goyo, Pichie T7, luego en 2013 Más que Palabras, con participaciones especiales de Manny Montes en el tema «No se trata de eso» y Josué Escogido en el tema «Oro», además de los sencillos «Con fe», y «Deus e fiel». Este álbum sería nominado como Mejor Álbum Juvenil en Premios AMCL 2015. Su último proyecto discográfico sería Lo que dice el alma, un álbum colaborativo junto a Josué Escogido.
En su trayectoria como dueto participarían como invitados en Quiero Llegar de Rodolfo el Cantante, Es el tiempo de Josué Escogido, United Kingdom 2 de Manny Montes, Los De La Fórmula Dúo y Terapia al alma de El Rowden. En 2014, anunciarían su separación temporal como dúo.

### Debut solista: Omy Alka (2014 - actualidad)
Luego de su separación como dueto, el debut de Omy no se haría esperar, lanzando en 2014 un merengue urbano titulado «Cristo El Rey», pero esta vez, presentándose como Omy Alka. La canción llegaría a finales del año con un corte navideño. También, inició una nueva faceta artística como director de vídeos musicales como Alka Films. Al siguiente año, «Que se enteren» sería la próxima canción de Omy. «Volver a amar» sería su próxima canción, con la cual, se titularía su primer álbum solista y daría a conocer la lista de canciones. En este disco aparecería la canción «Yo iré», donde participarían junto a Manny Montes, Michael Pratts, Jay Kalyl, Baby Nory, Indiomar y su excompañero de dueto Yariel.
Al siguiente año, lanzó «La única razón» con vídeo oficial. El mismo, sería laureado en los premios AE Blessing como Interpretación Urbana del año. Ese mismo año, Yariel invitaría a Omy para la remezcla de «Vívelo». En 2020, lanzó su primer EP, The O.
Desde 2021, pertenece al sello Nain Music, filial de Rimas Music. «Tu amor me hace bien» junto a Overflow, «Te sigo» junto a Musiko, «Hasta la eternidad» junto a Sion Nación Santa, «Te pedí» junto a Kavelo y No Drama, «Llegaste tú» junto a Lizzy Parra y Townix, han sido sus últimos lanzamientos, este último, sencillo de Mi Mundo.

## Discografía

### Álbumes de estudio
- 2018: Volver a Amar
- 2020: The O (EP)
- 2022: Mi Mundo
- 2023: Infinitum
- 2023: Aurora

## Vídeos musicales

### Como artista principal
- 2018: Omy Alka con Jay Kalyl - «Una vida»
- 2019: Omy Alka - «La única Razón»

### Como director (Alka Films)
- 2019: «Pasado» - Indiomar con Madiel Lara[33]
- 2019: «Tu amor me hace bien» - Overflow con Omy Alka[34]
- 2020: «Pues Baile» - Ariel Ramírez[35]

## Premios y reconocimientos
- 2015: Álbum juvenil del año por Más que palabras de Yariel & Omy - Premios AMCL[9]
- 2016: Remix del año por «Volver a amar» con Indiomar y Manny Montes (Nominados) - Premios AMCL[36]
- 2020: Cantante urbano internacional del año - Praise Music Awards[37]
- 2020: Mejor Interpretación Urbana por «La única razón» - AE Blessing Awards
- 2021: Canción del año en colaboración por «Una vida» con Jay Kalyl, y Artista revelación del año - Premios El Galardón Internacional[38]